# Rhythm and Stealth
Rhythm and Stealth – drugi album duetu Leftfield wydany 20 września 1999 roku. Album znalazł się na 1. miejscu UK album chart. Był nominowany do Mercury Music Prize w 2000 roku, jednak nagrody nie otrzymał (przyznano ją The Hour of Bewilderbeast Badly Drawn Boy).
Utwór "Phat Planet" pojawił się w reklamówce Guinnessa 1999 Surfer i przez to był szeroko znany, mimo że nie został wydany na singlu. Sinlowy "Afrika Shox" z gościnnym udziałem Afrika Bambaataa dotarł na 7. miejsce UK singles chart. Album został wydany w następujących formatach: CD, kaseta, podwójny LP, box set zawierający 5 płyt 10" i MiniDisc. Reedycja ukazała się 29 maja 2000 z dodatkowym CD zawierającym remiksy, dostępnym także jako osobne wydawnictwo, Stealth Remixes.

## Spis utworów
1. "Dusted" (feat. Roots Manuva) – 4:41
2. "Phat Planet" – 5:24
3. "Chant Of A Poor Man" (feat. Cheshire Cat) – 5:54
4. "Double Flash" – 4:11
5. "El Cid" – 6:02
6. "Afrika Shox" (feat. Afrika Bambaataa) – 5:37
7. "Dub Gussett" – 4:51
8. "Swords" (feat. Nicole Willis) – 5:07
9. "6/8 War" – 4:13
10. "Rino's Prayer" (feat. Rino Della Volpe) – 6:44

- - Specjalna edycja dostępna w Australii i Japonii zawierała dodatkowy utwór, "Phat Planet (Version 2)"

## Bonus CD
1. "Phat Planet (Dave Clarke Remix)" – 5:52
2. "El Cid (I-Cube Simple Mix)" – 5:52
3. "Rino's Prayer (Nick Rapaccioli Remix)" – 5:39
4. "Chant of a Poor Man (Mighty Quark Remix)" – 5:24
5. "Dub Gussett (Maas Remix)" – 6:33
6. "El Cid (I-Cube Table Tennis Remix)" – 6:49
7. "Double Flash (Headstarter Remix)" – 6:11
8. "Afrika Shox (CD-Rom Video Version)" – 4:52
9. "Dusted (CD-Rom Video Version)" – 4:43